# Estação Itararé (Teresina)
A Estação Itararé é uma das estações terminais integrante da Linha 1 do Metrô de Teresina, administrada pela Companhia Ferroviária e de Logística do Piauí, localizada na rua 54, em frente a praça do Mercado do Dirceu II, no bairro Itararé, cidade de Teresina, estado do Piauí, Brasil.

## Histórico
A estação foi interditada temporariamente no dia 10 de abril de 2024 para uma ampla reforma. A obra faz parte de um pacote de investimentos do Governo do Estado do Piauí para a revitalização e modernização do Metrô de Teresina, ao custo de R$ 193 milhões aplicados somente na primeira fase.
O serviço tem previsão de durar oito meses e durante esse período a parada final da linha 1 funcionará temporariamente na Estação Dirceu II.

## Ver Também
- Metrô de Teresina
- Linha 1 do Metrô de Teresina